# ۹۷۷ (قمری)
۹۷۷ (قمری)، نهصد و هفتاد و هفتمین سال در گاهشماری هجری قمری است. اول محرم این سال برابر با بیست و ششم ژوئن سال ۱۵۶۹ میلادی است.